# Penàguila
Penàguila (questo è il nome ufficiale in valenciano; in spagnolo: Penáguila) è un comune spagnolo situato nella comunità autonoma Valenciana.